# マフラ人
マフラ人(アラビア語: مهري)は、主に、アラビア半島南部のイエメン東部のマフラ県やオマーン西部のドファール特別行政区に居住している民族である。また、クウェートやソマリアのプントランドにも居住している。
エスノローグによるとマフラ語話者が11万5200人いて、そのうち、イエメンには5万人いる。

## 言語
アフロ・アジア語族のセム語派南方セム語南アラビア諸語に属するマフラ語を母語としている。マフラ語は、さらに東部方言と西部方言に分けられる。また、熟語の順番において都市部と遊牧民において異なる。サイハド語とは、別系統であるものの、多くの特徴を共有する。

## 宗教
基本的にイスラム教である。

## 参照
1. 1 2 3 4 5  “Mehri language”.   Ethnologue. 2013年8月25日閲覧。
2. ↑  “Mehri (Arab Salah)”.   IRBC. 2013年8月25日閲覧。
3. ↑  Kees Versteegh, C. H. M. Versteegh (1997). The Arabic Language. Columbia University Press. p. 23. ISBN 0231111525